# Inversie (taalkunde)
Inversie is een met name in analytische talen gebruikelijke omkering van de gebruikelijke volgorde van de zinsdelen. Meestal betreft het hier een omkering in vraagzinnen van de standaard SVO-volgorde, waardoor een VSO-volgorde ontstaat. 
In sommige talen, zoals het Nederlands en Duits, treedt bovendien inversie op wanneer er een ander zinsdeel dan het onderwerp aan het begin van de zin wordt geplaatst. Zo kan er bijvoorbeeld een OVS-volgorde ontstaan.
Soms wordt, met name in poëzie, bewust voor een ongebruikelijke volgorde gekozen om iets te benadrukken, soms om te kunnen rijmen. Men spreekt dan van een stijlfiguur.
- Om mijn oude woonhuis peppels staan.[1]